# Satansaffe
Der Satansaffe oder Schwarze Saki (Chiropotes satanas) ist eine Primatenart aus der Gruppe der Neuweltaffen (Platyrrhini). Der Rotrückensaki, der Braunrückensaki und der Uta-Hick-Saki galten früher als Unterarten des Satansaffen, heute werden sie jedoch als eigenständige Arten angesehen.

## Merkmale
Satansaffen erreichen eine Kopfrumpflänge von 32 bis 48 Zentimeter, der Schwanz misst 37 bis 46 Zentimeter. Das Gewicht beträgt 2,6 bis 3,2 Kilogramm, wobei die Männchen etwas schwerer werden als die Weibchen. Das Fell ist kurz und sehr dunkel, es ist überwiegend schwarz, nur an den Schultern und am Rücken kann es dunkelbraun sein. Der Kopf ist bei erwachsenen Tieren durch den Haarschopf und den langen Bart an der Kehle charakterisiert, das Gesicht ist ebenfalls dunkel. Der Schwanz ist lang und sehr buschig, er kann nicht als Greifschwanz verwendet werden.

## Verbreitung und Lebensraum

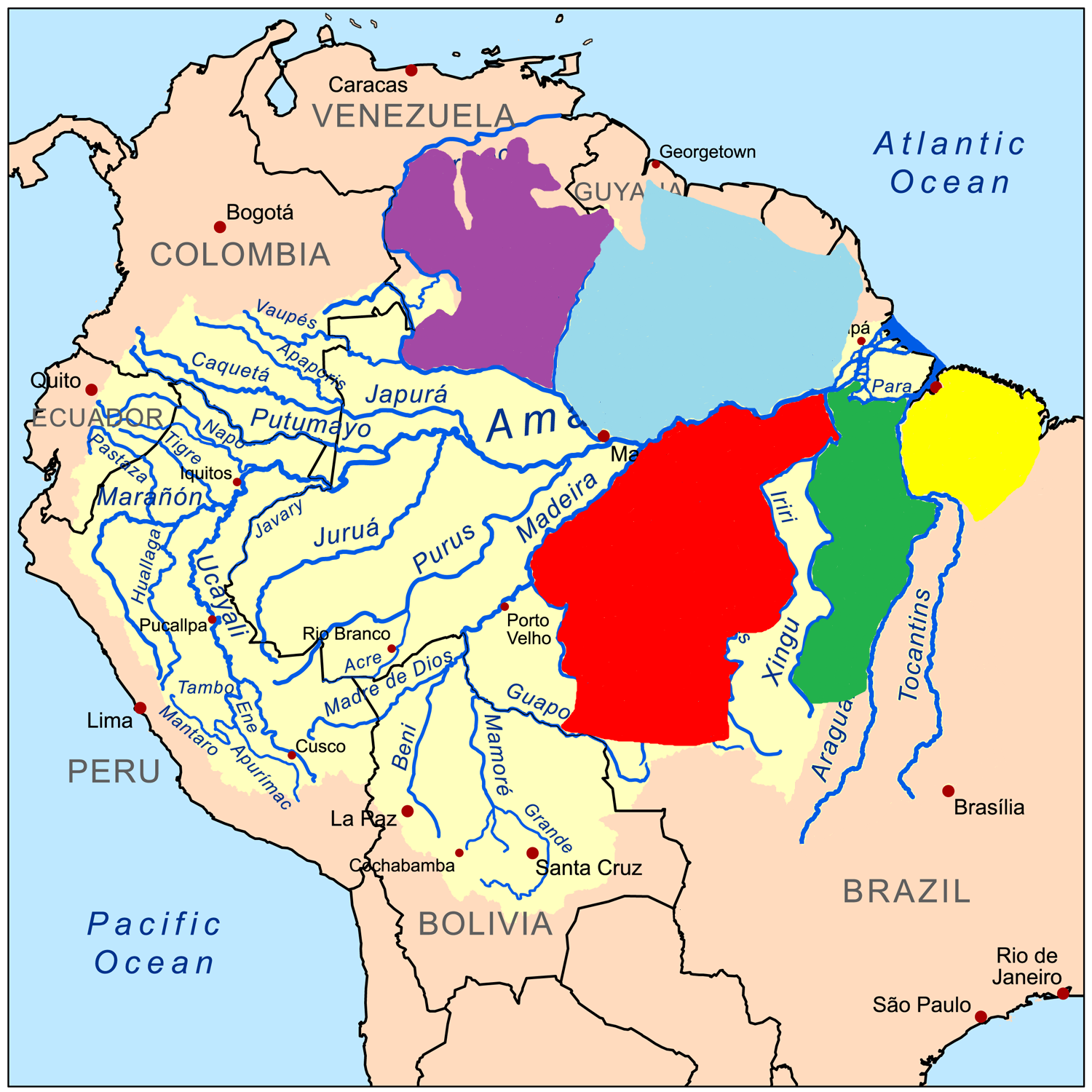
Die Verbreitungsgebiete der fünf Bartsakiarten:
Gelb – Satansaffe,
rot – Weißnasensaki,
violett – Rotrückensaki,
hellblau – Guayana-Rotrückensaki,
grün – Uta-Hick-Saki.

Satansaffen leben nur im nordöstlichen Brasilien, sie bewohnen ein kleines Gebiet östlich der Mündung des Rio Tocantins in den Bundesstaaten Pará und Maranhão. Ihr Lebensraum sind tropische Regenwälder.

## Lebensweise und Ernährung
Satansaffen sind tagaktive Baumbewohner, die sich meist in der Kronendachregion aufhalten. Sie bewegen sich meist auf allen vieren durch das Geäst und springen selten, bei der Nahrungssuche hängen sie manchmal nur an den Hinterbeinen. Die Primaten leben in Gruppen von bis zu 40 Tieren, die sich aus mehreren erwachsenen Männchen und Weibchen samt dem gemeinsamen Nachwuchs zusammensetzen. Diese Gruppen teilen sich während der Nahrungssuche in kleinere Untergruppen auf, um zur Nachtruhe wieder zusammenzukommen. Die Streifgebiete sind recht groß und können bis zu 250 Hektar umfassen. Die Tiere verständigen sich durch eine Reihe von Lauten, darunter Zwitscher- und hohe Pfeiftöne.
Satansaffen ernähren sich in erster Linie von hartschaligen Früchten und Samen. Mit ihren kräftigen Kiefern, den vorstehenden Schneidezähnen und den großen Eckzähnen sind sie gut an diese Nahrung angepasst.

## Fortpflanzung
Über die Fortpflanzung dieser Tiere ist wenig bekannt. Nach einer rund fünfmonatigen Tragzeit bringt das Weibchen meist ein einzelnes Jungtier zur Welt, die meisten Geburten dürften in den Beginn der Regenzeit fallen. Bei Neugeborenen ist der Schwanz noch als Greifschwanz ausgebildet, im Alter von zwei Monaten verliert er diese Fähigkeit.

## Gefährdung
Hauptbedrohung für den Satansaffen ist die Zerstörung ihres Lebensraums, in geringem Ausmaß kommt auch die Bejagung hinzu. Ihr Verbreitungsgebiet ist eine der dichtestbesiedelten Regionen Nordbrasiliens, große Waldflächen werden gerodet. Ihr Verbreitungsgebiet wurde stark verkleinert und zerstückelt, laut Schätzungen der IUCN ist die Gesamtpopulation in den letzten 30 Jahren um 80 % zurückgegangen. Aus diesen Gründen wird die Art als „vom Aussterben bedroht“ (critically endangered) gelistet.
In Europa wird die Art nicht mehr gehalten, ehemalige deutsche Halter  sind Berlin und Köln.

## Belege
1. ↑    ZTL 18.6